# Арена-По
Арена-По (італ. Arena Po, п'єм. Arena Po) — муніципалітет в Італії, у регіоні Ломбардія,  провінція Павія.
Арена-По розташована на відстані близько 440 км на північний захід від Рима, 50 км на південь від Мілана, 21 км на південний схід від Павії.
Населення — 1612 осіб (2014).
Щорічний фестиваль відбувається 23 квітня. Покровитель — святий Юрій.

## Демографія
Населення за роками:

Станом на 1 січня 2023 року в муніципалітеті офіційно проживав 191 іноземець з 19 країн, серед них 129 громадян країн Євросоюзу та 3 громадяни України.

## Сусідні муніципалітети
- Бознаско
- Кастель-Сан-Джованні
- П'єве-Порто-Мороне
- Портальбера
- Сан-Ценоне-аль-По
- Спесса
- Страделла
- Ценевредо
- Цербо